# Mack David
Mack David (Nueva York, Nueva York, 5 de julio de 1912-Rancho Mirage, California, 30 de diciembre de 1993) fue un letrista y compositor estadounidense, conocido por su trabajo en cine y televisión, con una carrera que abarcó el período comprendido entre principios de la década de 1940 y década de 1970. Fue particularmente conocido por su trabajo en las películas de Disney La Cenicienta y Alicia en el país de las maravillas, y por letras en su mayoría en idioma inglés. 
Además de sus composiciones en el cine y la televisión, Mack David fue autor de una varios éxitos musicales. Fue coautor de la letra de la canción Baby It's You, la cual se convirtió en un éxito para The Shirelles y regularmente era interpretado en vivo por The Beatles, quienes también grabaron la canción en su primer álbum Please Please Me.
Era hermano mayor del también letrista y compositor estadounidense Hal David.